# Doodseskader
Een doodseskader is een bende die gevormd is om een of meerdere personen te doden.
Veel doodseskaders worden door een bepaalde organisatie of regering gevormd. Ze verrichten in feite het "vuile werk" voor deze organisatie. Het motief kan vaak liggen in de behoefte aan de eliminatie van een persoon. In veel gevallen is de organisatie bang voor gezichtsverlies en laat deze het daarom door doodseskaders opknappen. Bovendien kan een doodseskader buiten de wet werken. Ook kan een organisatie een bepaalde groep willen intimideren. De Servische doodseskaders vermoordden Albanezen in Kosovo met het doel de bevolking zo bang te maken dat ze zouden vertrekken (sommige Albanezen deden overigens hetzelfde bij Serviërs). In veel landen werden doodseskaders gebruikt om verkiezingen te manipuleren door terreur.
Soms is de aanslag tot de minuut voorbereid, soms wordt in het wilde weg gemoord op een bepaalde (etnische) groep. Doodseskaders zullen echter een open confrontatie met een even sterke of sterkere gewapende macht meestal uit de weg gaan. Soms laat het eskader het bij een waarschuwing: "doe wat ik zeg of anders..."
Tijdens de Nacht van de Lange Messen stelde de SS verscheidene doodseskaders samen, die aanbelden bij hun slachtoffers om ze bij het opendoen dood te schieten. Op 24 mei 1940 trachtte een doodseskader van Mexicaanse communisten in opdracht van de NKVD Trotski te vermoorden. De Roemenen in de IJzeren Garde die zich bezighielden met het vermoorden van politici noemden zich zelfs onbeschaamd Ecchipa Mortti (doodscommando's, doodseskaders). Doodseskaders waren berucht in de Joegoslavische Oorlogen, toen de Serviërs en Kroaten, maar ook Bosnische en Albanese moslims deze inzetten tegen de bevolking van Bosnië en Herzegovina en Kosovo.
In recenter tijden waren er doodseskaders actief in Latijns-Amerika, onder andere in Guatemala, El Salvador en Haïti. Deze doodseskaders waren vaak extreemrechts geïnspireerd en gelieerd aan het leger. In Guatemala zijn gevallen bekend van doodseskaders die gehele dorpen uitgemoord hebben, omdat die dorpen (vermoedelijk) guerrillastrijders onderdak boden. In landen waar een linkse of burgerregering aan de macht kwam probeerden zij door terreurcampagnes de bevolking te intimideren. Bekendste slachtoffer van zulke doodseskaders was de Salvadoraanse aartsbisschop Óscar Romero. In sommige landen, waaronder Brazilië, werden niet alleen politieke tegenstanders uit de weg geruimd, maar ook andere 'ongewenste' personen, zoals straatkinderen. Veel leiders van doodseskaders waren getraind in de Amerikaanse School of the Americas (SOA), die dan ook 'School of the Assassins' als bijnaam kreeg.